# Едуард Тол
Едуард Василиевич Тол (на руски: Эдуард Васильевич Толль; на немски: Eduard Gustav von Toll) е руски географ и геолог от немски произход, полярен изследовател.

## Произход и образование (1858 – 1884)
Роден е на 2 март 1858 година в Ревел, Руска империя (днес Талин, столица на Естония), в дворянско семейство балтийски немци. Завършва гимназия в родния си град, а след смъртта на баща си през 1872, се премества в град Дерпт (днес Тарту), където Едуард се записва в Дерптския университет (днес Тартуски университет) в Естествено-историческия факултет От 1877 до 1882 изучава медицина, зоология, ботаника, геология и минералогия.
След завършване на висшето си образование посещава Средиземноморието – Алжир и Балеарските о-ви, като изучава флората, фауната и геологията на посетените страни.

## Експедиционна дейност (1885 – 1902)

### Участие в експедицията на Александър Бунге (1885 – 1886)
От февруари 1885 до декември 1886 участва като помощник в експедицията на Александър Александрович Бунге на Новосибирските о-ви и по течението на река Яна.
През 1886 самостоятелно изследва островите Голям Ляховски, Котелни, Земя Бунге и Фадеевски и западния бряг на остров Нов Сибир. Предмет от особено внимание по време на експедицията представляват откритите останки от изкопаем носорог и мамонт. По същото време го заинтересува и уникалното природно явление – изкопаем каменен лед „истински музей от ледниковата епоха“ на Новосибирските о-ви. С изучаването на изкопаемия лед Тол се занимава и по-късно и му посвещава няколко изследвания.
На 28 януари 1887 експедицията се завръща в Петербург. Съставено е геоложко описание на Новосибирските о-ви и са събрани 2500 експоната от изкопаеми животни и растения.
През 1889 Тол се жени, същата година излиза и първата му книга и участва на 9-ата Международна географска конференция във Виена, където се запознава и сдружава с Фритьоф Нансен.

### Експедиция в Северна Якутия (1893)
През пролетта на 1893 изследва отново Новосибирските о-ви, северните райони на Якутия между долните течения на реките Лена и Хатанга. През лятото описва възвишенията Хара-Тас (517 м, между реките Попигай и Хатанга), Сюрях-Джанги (между Анабар и Попигай) и Прончишчев (дължина 180 км, височина 315 м, между Оленьок и Анабар). Заедно с военния топограф Евгений Николаевич Шилейко картира около 400 км от долното течение на Анабар до 72° с.ш. и уточнява положението на Анабарския залив – на предишните карти той е показан на 100 км на изток от истинското си положение.
За близо година експедицията изминава над 25 хил. версти, събира богати палеонтоложки, етнографски, геоложки, зооложки и ботанически колекции. Резултатът от това пътуване е книгата му „Ископаемые ледники Новосибирских островов, их отношение к трупам мамонтов и к ледниковому периоду“. По същото това време Тол живо се заинтересува от т.нар. „Земя Санников“, която неведнъж вижда от остров Котелни.

### Участие в експедицията на Степан Макаров (1899)
През 1899 участва в експедицията на Степан Макаров до Шпицберген с ледоразбивача „Ермак“.

### Експедиция на шхуната „Заря“ (1900 – 1902)
През 1898 г., на заседание на Руското географско дружество, Тол излага своята програма за експедиция към „Земя Санников“, която е горещо подкрепена от присъстващия на заседанието Фритьоф Нансен. Освен това експедицията трябва да изучи морските течения в Карско и Източносибирско морета, изследване на вече известните и търсене на нови острови в тази част на Арктика. Правителството отпуска средства за закупуването на кораб и неговото оборудване.
На 21 юни 1900 закупената от Норвегия китобойна шхуна „Заря“ напуска пристанището на Кронщад и се отправя на север. В състава на експедицията влизат: капитан на кораба лейтенант Николай Коломейцев, лейтенант Александър Колчак – хидролог, лейтенант Фьодор Матисен – метеоролог и други – зоолог, астроном, лекар.
В средата на август „Заря“ достига остров Диксон, а на 18 септември, на север от п-ов Таймир, корабът замръзва в ледовете и започва заплануваното зимуване. В началото на 1901 Тол изпраща лейтенант Коломейцев да закупи въглища в Дудинка и да ги достави по предварително заплануваните складове по крайбрежието. След като изпълнява мисията си Коломейцев се завръща в Петербург.
През август 1901 екипажът успява да освободи кораба от ледовете и се отправя на изток към остров Котелни и митичната „Земя Санников“, където се провежда второ зимуване. От мястото на зимуване на 5 юни 1902 Тол с трима спътника се отправя с кучешки впрягове на североизток към остров Бенет от о-вите Де Лонг, където пристигат на 3 август. Планирано е през лятото „Заря“ да дойде да ги прибере от острова, но поради усложнената ледова обстановка корабът не успява да се добере до Бенет, получава сериозни повреди и по нататъшното ѝ плаване е невъзможно. През септември 1902 лейтенант Матисен с големи трудности успява да докара бедстващия кораб до пристанището в Тикси.
През лятото на 1903 е организирана експедиция начело с лейтенант Александър Колчак за спасяване на Тол и тримата му спътници. Тя намира укритието на остров Бенет, където са пребивавали Тол и спътниците му, дневника му и бележка, в която пише, че на 8 ноември 1902 тръгват на юг. Четиримата пътешественици не са открити.
Дневникът на Тол съгласно завещанието му е предаден на вдовицата му, издаден е в Берлин през 1909. В силно съкратен вид е издаден в СССР чак през 1959 под името „Плавание на яхте „Заря“ (М., 1959).

## Памет
Неговото име носят:
- връх Тол (76°41′ с. ш. 148°45′ и. д. / 76.683333° с. ш. 148.75° и. д., 261 м), на остров Бенет, в Източносибирско море;
- възвишение Тол (75°53′ с. ш. 138°05′ и. д. / 75.883333° с. ш. 138.083333° и. д.), в северозападната част на остров Котелни, Новосибирски острови;
- залив Тол (73°58′ с. ш. 140°52′ и. д. / 73.966667° с. ш. 140.866667° и. д.), на Източносибирско море, на югоизточното крайбрежие на остров Малък Ляховски, Новосибирски острови;
- залив Тол (76°37′ с. ш. 100°30′ и. д. / 76.616667° с. ш. 100.5° и. д.), на Карско море, на северозападното крайбрежие на п-ов Таймир;
- ледник Тол, в планината Биранга, на п-ов Таймир;
- нос Тол (74°52′ с. ш. 85°48′ и. д. / 74.866667° с. ш. 85.8° и. д.), на северозападния бряг на остров Пергел, в шхерите Минин, Карско море;
- планина Едуард Тол (76°06′ с. ш. 63°03′ и. д. / 76.1° с. ш. 63.05° и. д.), на западния бряг на Северния остров на Нова земя;
- река Тол (устие, 76°11′ с. ш. 108°16′ и. д. / 76.183333° с. ш. 108.266667° и. д.), в североизточната част на п-ов Таймир, ляв приток на Клюевка;
- река Толевая (устие, 75°49′ с. ш. 93°21′ и. д. / 75.816667° с. ш. 93.35° и. д.), в северозападната част на п-ов Таймир, вливаща се в Карско море.